# Нарам-Син (царь Эшнунны)
Нарам-Син с (аккад. Narām-Sîn — «любимый [богом] Сином») — месопотамский царь аморейского происхождения, правивший городом Эшнунна во второй половине XIX века до н. э. (по длинной хронологии — с 1830/1820 по 1810/1800, по т. н. средней хронологии — с 1808 по 1798 год).
Правитель с таким же именем упоминается в документах ассирийских царей, но точно не установлено, являются ли эти два Нарам-Сина одним и тем же лицом.
Нарам-Син был влиятельным правителем, одна из его надписей найдена даже на острове Китира в Эгейском море.

## Биография

### Происхождение
Согласно ассирийскому царскому списку, Нарам-Син ашшурский приходился Пузур-Ашшуру II сыном, но составитель этого перечня мог просто придерживаться мнения об исключительно наследственном характере передачи власти в Ашшуре, из-за чего он считал всех предшественников отцами их преемников, если не было доказано иное.

### Правление

#### Завоевания
Распространил влияние Эшнунны на территорию за Ашшуром, в верхнем течении реки Хабур. Его можно отождествить с Нарам-Сином, правителем Ашшура, названным в ассирийском царском списке вторым предшественником Шамши-Ададом I. Эта экспедиция Эшнунны, направленная на север, стала отражением имевшего место более чем за столетие до этого завоевания Илушумой юга региона от Ашшура до Дера и была довольно непродолжительной.

#### Внутреняя политика
Освободил от уплаты долгов беднейших жителей своего царства.